# Ostrówek (gromada w powiecie wołomińskim)
Ostrówek (do 30 XII 1961 Lipka) – dawna gromada, czyli najmniejsza jednostka podziału terytorialnego Polskiej Rzeczypospolitej Ludowej w latach 1954–1972.
Gromady, z gromadzkimi radami narodowymi (GRN) jako organami władzy najniższego stopnia na wsi, funkcjonowały od reformy reorganizującej administrację wiejską przeprowadzonej jesienią 1954 do momentu ich zniesienia z dniem 1 stycznia 1973, tym samym wypierając organizację gminną w latach 1954–1972.
Gromadę Ostrówek z siedzibą GRN w Ostrówku utworzono 31 grudnia 1961 w powiecie wołomińskim w woj. warszawskim w związku z przeniesieniem siedziby GRN gromady Lipka z Lipki do Ostrówka i zmianą nazwy jednostki na gromada Ostrówek; równocześnie, do nowo utworzonej gromady Ostrówek włączono obszar zniesionej gromady Miąse w tymże powiecie.
1 stycznia 1969 z gromady Ostrówek wyłączono (a) wieś Łysobyki, włączając ją do gromady Postoliska oraz (b) przysiółek Stasinów, włączając go do gromady Międzyleś – w tymże powiecie.
Gromada przetrwała do końca 1972 roku, czyli do kolejnej reformy gminnej.